# Рипли (округ, Индиана)
Ри́пли (англ. Ripley County) — округ в штате Индиана, США. Официально образован в 1818 году. По состоянию на 2010 год, численность населения составляла 28 818 человек.

## География
По данным Бюро переписи США, общая площадь округа равняется 1 160,477 км2, из которых 1 156,255 км2 суша и 4,248 км2 или 0,370 % это водоёмы.

## Население
По данным переписи населения 2000 года в округе проживает 26 523 жителей в составе 9 842 домашних хозяйств и 7 273 семей. Плотность населения составляет 23,00 человека на км2. На территории округа насчитывается 10 482 жилых строений, при плотности застройки около 9,00-ти строений на км2. Расовый состав населения: белые — 98,30 %, афроамериканцы — 0,05 %, коренные американцы (индейцы) — 0,35 %, азиаты — 0,36 %, гавайцы — 0,00 %, представители других рас — 0,54 %, представители двух или более рас — 0,41 %. Испаноязычные составляли 0,93 % населения независимо от расы.
В составе 36,70 % из общего числа домашних хозяйств проживают дети в возрасте до 18 лет, 61,30 % домашних хозяйств представляют собой супружеские пары проживающие вместе, 8,70 % домашних хозяйств представляют собой одиноких женщин без супруга, 26,10 % домашних хозяйств не имеют отношения к семьям, 22,70 % домашних хозяйств состоят из одного человека, 10,70 % домашних хозяйств состоят из престарелых (65 лет и старше), проживающих в одиночестве. Средний размер домашнего хозяйства составляет 2,66 человека, и средний размер семьи 3,13 человека.
Возрастной состав округа: 28,10 % моложе 18 лет, 7,70 % от 18 до 24, 28,90 % от 25 до 44, 22,00 % от 45 до 64 и 22,00 % от 65 и старше. Средний возраст жителя округа 36 лет. На каждые 100 женщин приходится 96,50 мужчин. На каждые 100 женщин старше 18 лет приходится 94,00 мужчин.
Средний доход на домохозяйство в округе составлял 41 426 USD, на семью — 47 019 USD. Среднестатистический заработок мужчины был 34 055 USD против 23 610 USD для женщины. Доход на душу населения составлял 17 559 USD. Около 6,30 % семей и 7,50 % общего населения находились ниже черты бедности, в том числе — 8,00 % молодежи (тех, кому ещё не исполнилось 18 лет) и 8,70 % тех, кому было уже больше 65 лет.